# Marcelo Antônio Guedes Filho
Marcelo Antônio Guedes Filho, mais conhecido apenas como Marcelo ou Marcelo Guedes (São Vicente, 20 de maio de 1987), é um futebolista brasileiro que atua como zagueiro. Atualmente, defende o WS Wanderers.

## Carreira
O defensor atuou pela equipe profissional do Santos entre 2007 e 2008. Deixou o clube em 2008 para jogar por duas temporadas no Wisla Cracóvia.
Marcelo foi vendido por €3,5 milhões para o PSV em 2010. Foi o primeiro brasileiro a ser capitão do time holandês. Em abril de 2012, faturou seu primeiro título no clube, a Copa da Holanda. Durante quatro temporadas, o defensor atuou em 139 partidas e anotou 8 gols.
Foi um dos destaques do Besiktas, bicampeão do Campeonato Turco.
Marcelo chegou ao Lyon em julho de 2017, em uma transferência de € 7,5 milhões Em 2020/21, o zagueiro de 34 anos disputou 37 partidas pelo clube. Foi afastado do grupo após a derrota de 3 a 0 em agosto de 2021 para o Angers por "comportamento inadequado" com um colega de vestiário. Desde então, atuou pela equipe B, que joga a Quarta Divisão do futebol francês. Em janeiro de 2022, teve o contrato reincidido. No total, atuou em 167 jogos pelo Lyon, marcou oito gols e chegou a ser capitão do time.
Depois de rescindir com o Lyon, Marcelo se juntou ao Bordeaux.

## Títulos
Santos
- Campeonato Paulista: 2007[16]

Wisła Kraków
- Campeonato Polonês: 2008–09

PSV Eindhoven
- Copa dos Países Baixos: 2011–12
- Supercopa dos Países Baixos: 2012

Beşiktaş
- Campeonato Turco: 2015–16 e 2016–17